# Planikovac
Wysepka Planikovac znajduje się 2 km na południowy zachód od miasta Hvar, między wyspami Borovac i Marinkovac, od których oddzielona jest cieśninami Malo ždrilo (min. szerokość 75 m, min. głębokość 1 m) i Ždrilca (min. szerokość 180 m, min. głębokość 1 m). Jej powierzchnia wynosi 10,08 ha; długość linii brzegowej 1 259 m, długość ok. 500 m, a szerokość do 250 m. Najwyższy punkt ma 27 m n.p.m. Wyspa należy do archipelagu Paklińskiego.